# دانشنامه شناساگرها برای سنتز آلی
دانشنامه شناساگرها برای سنتز آلی توسط جان ویلی و پسران با مسئولیت به‌صورت چاپی و همگاه منتشر شده‌است. نسخه همگاه با نام الکترونیکی اِروس نیز شناخته می‌شود. این دانشنامه حاوی توضیحی در مورد استفاده از معرفهای مورد استفاده در شیمی آلی است. نسخه چاپی هشت جلدی شامل ۳۵۰۰ مقاله مرتب شده با الفبای مختلف است و نسخه همگاه به‌طور مرتب به روز می‌شود تا معرفهای جدید و فروکافت جدیدی را در خود جای دهد.